# Абрамовская волость (Малоярославецкий уезд)
Абрамовская волость — волость Малоярославецкого уезда Калужской губернии РСФСР. Образована по декрету ВЦИК от 13 февраля 1924 года «Об административном делении Калужской губернии» из волостей упраздненного Боровского уезда — Никольской, Ильинской и Серединской. Волостной центр — село Абрамовское.
Постановлением фракции Президиума Малоярославецкого Уисполкома от 20.11.1927 года в уезде было утверждено 7 судебных участков, Абрамовская волость относилась к 6-му участку.
В 1929 году частично вошла в состав новообразованного Боровского района, в составе Абрамовского сельсовета Калужского округа Московской области, часть волости отошла к Малоярославецкому району.
Абрамовская волость была разделена на сельсоветы:
- Аннинский,
- Бобольский,
- Васильевский,
- Дуркинский,
- Ильинский,
- Кудиновский,
- Юрьевский

## Населённые пункты
- село Ильинское[7]
- село Юрьевское.